# Cheiracanthium marplesi
Cheiracanthium marplesi är en spindelart som beskrevs av Pater Chrysanthus 1967. Cheiracanthium marplesi ingår i släktet Cheiracanthium och familjen sporrspindlar. Inga underarter finns listade i Catalogue of Life.